# 미츠코겐 전투
미츠코겐 전투는 제2차 세계 대전 중 1940년 4월 9-10일 밤 동안 나치 독일과 노르웨이군과의 전투이다. 전투가 발발한 곳은 노르웨이 남부의 외스테르달렌 엘베룸 근처의 약 5 km (3.1 mi) 서쪽으로 떨어진 미츠코겐 농장에서 일어났다. 침공한 독일군은 노르웨이 국왕 올라프 5세와 노르웨이 내각을 생포하기 위한 것으로 알려졌다. 짧은 전투 후, 독일군은 지휘관을 잃자 후퇴했다.

## 양편의 세력
노르웨이의 수비대는 약간의 수적 우세를 확보했으며, 노르웨이군의 핵심은 한스 마예스테 콩엔스 가르데 중대로 이루어진 왕립 군대와 자원대로 이루어져 있었다.
독일군은 약 100명의 팔시름예거로 구성되어 노르웨이 민병대를 물리쳤다. 독일은 수적으로는 다소 열세였으나 우수한 현대식 총과 경기관총, 수류탄등 훈련과 화력 면에서 우수했다.

## 전투
양측 세력은 4월 10일 1시 30분에 독일군이 노르웨이의 바리케이드를 넘으며 시작되었다. 두 편의 전투는 독일군이 후퇴하는 3시까지 지속되었다. 노르웨이는 군을 재편성하고 오슬로를 향해 반격을 시도했으나 실패했다.

## 여파

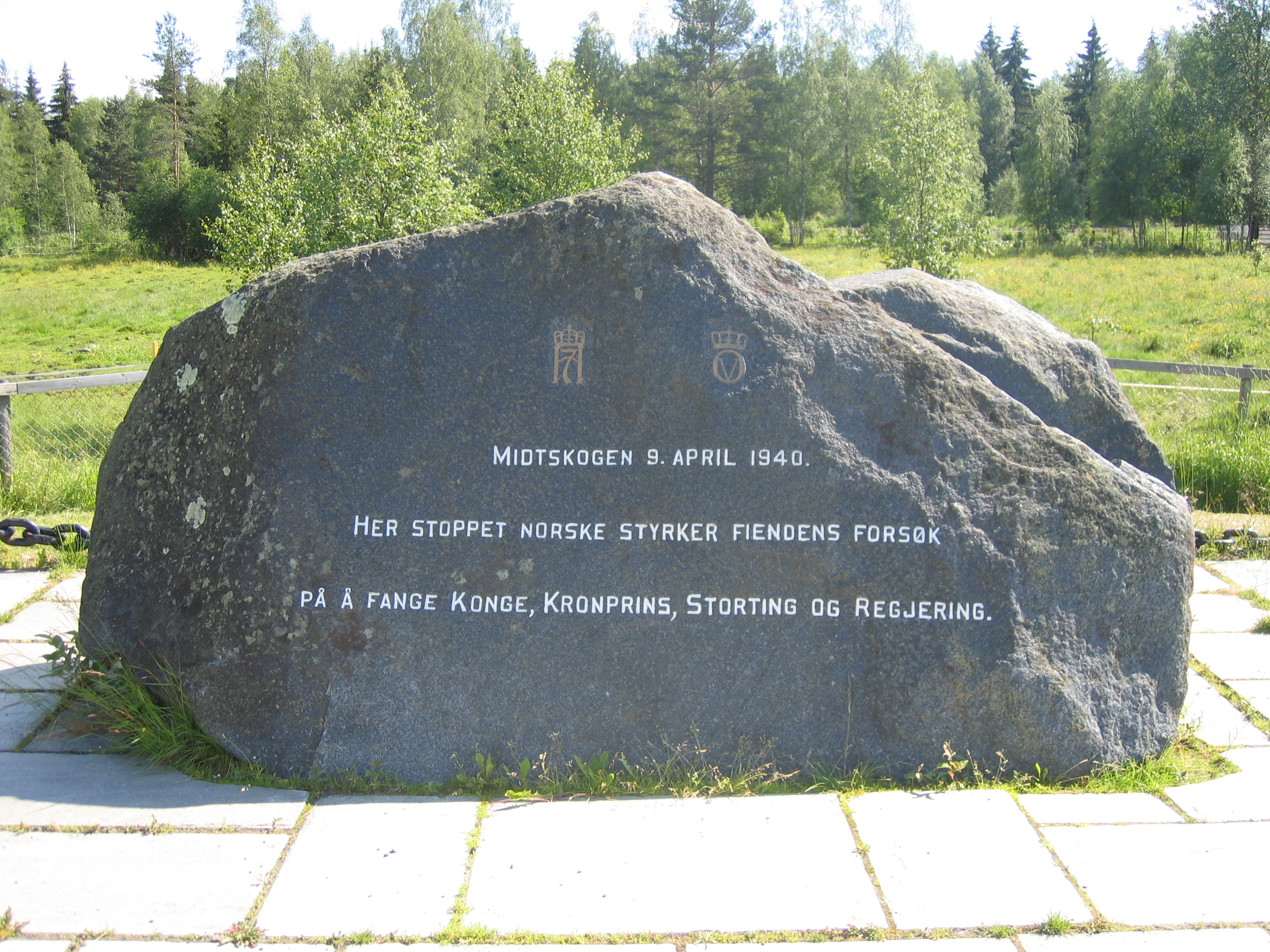
전투의 기념 비석. "이곳 노르웨이군은 국왕, 황태자, 내각을 생포할려는 적의 공격을 막았다".

양측의 사상자는 적었다. 독일군은 두 명이 사망하고 알 수 없는 수의 부상병이 발생했다. 독일 사망자 중 한명은 육군 무관 하우프트만 에버하르트 슈필러였다. 노르웨이군은 3명이 실종되었다. 이 전투는 작았으나 이 전투의 연합군의 승리로 노르웨이 내각과 국왕의 해체를 막게 되고 그해 초에 독일군이 노르웨이 전역의 승리 가능성은 낮아졌다.

## 기타 문헌
- Andreas Hauge: Kampen på Midtskogen 1940, article published 1995 (노르웨이어)
- Hauge, Andreas (1995 Kampene i Norge 1940 (Sandefjord: Krigshistorisk Forlag) ISBN 82-993369-0-2Norwegian